# Antimatter
Antimatter (z ang. antymateria) – brytyjska grupa muzyczna założona w Liverpoolu przez Duncana Pattersona, wcześniejszego basistę i autora tekstów Anathemy oraz Micka Mossa. W przeciwieństwie do początkowych dokonań Anathemy, Antimatter oddala się od metalowego brzmienia. Zespół balansuje pomiędzy gotykiem a trip hopem. Muzyka tworzona przez Antimatter często jest porównywana do twórczości Massive Attack, Portishead czy nawet Pink Floyd.

## Historia
Antimatter powstał w 1998 roku, gdy Duncan opuścił Anathemę po nagraniu albumu Alternative 4. Debiutancka płyta Saviour, mimo iż nagrana rok wcześniej, została wydana dopiero w 2002. Duncana i Micka wspomagają na niej wokalistki Michelle Richfield oraz Hayley Windsor, które brały również udział w nagrywaniu kolejnej płyty zespołu – Lights Out. W tym samym czasie z Antimatter współpracowali także muzycy Anathemy – bracia Daniel (gitara) i Jamie (perkusja) Cavanagh.
2003 roku Antimatter nagrał cover zespołu Dead Can Dance (utwór „Black Sun”). Został on później umieszczony na składance pt. The Lotus Eaters (Dead Can Dance Tribute), wśród nagrań takich zespołów jak Ulver, The Gathering, Arcana, Trail Of Tears czy Nightfall.
2005 roku, po wydaniu albumu Planetary Confinement, zespół opuścił Duncan Patterson. Mick Moss wydał jeszcze jeden album pod szyldem Antimatter Leaving Eden w 2007 roku.

## Skład zespołu
- Mick Moss – śpiew, gitara basowa, gitara, instrumenty klawiszowe, programowanie (1998 -)
- Duncan Patterson – gitara basowa, gitara, instrumenty klawiszowe, programowanie (1998 – 2005)

## Dyskografia
Źródło.

### Albumy studyjne
- Saviour (2002)
- Lights Out (2003)
- Planetary Confinement (2005)
- Leaving Eden (2007)
- Fear Of A Unique Identity (2012)
- The Judas Table (2015)
- Black Market Enlightenment (2018)

### Inne wydawnictwa
- A Dream For The Blind EP (2002, dostępna tylko w internecie)
- Live@K13 (2003)
- Unreleased 1998-2003 (kompilacja)
- Live@An Club (2009)
- Alternative Matter (2010, kompilacja)
- Live Band (2012, koncert w Polsce)[2]